# جون ميلفيل كيلي
جون ميلفيل كيلي (بالإنجليزية: John Melville Kelly)‏ هو رسام أمريكي، ولد في 1879، وتوفي في 1962.